# Hermann Credner

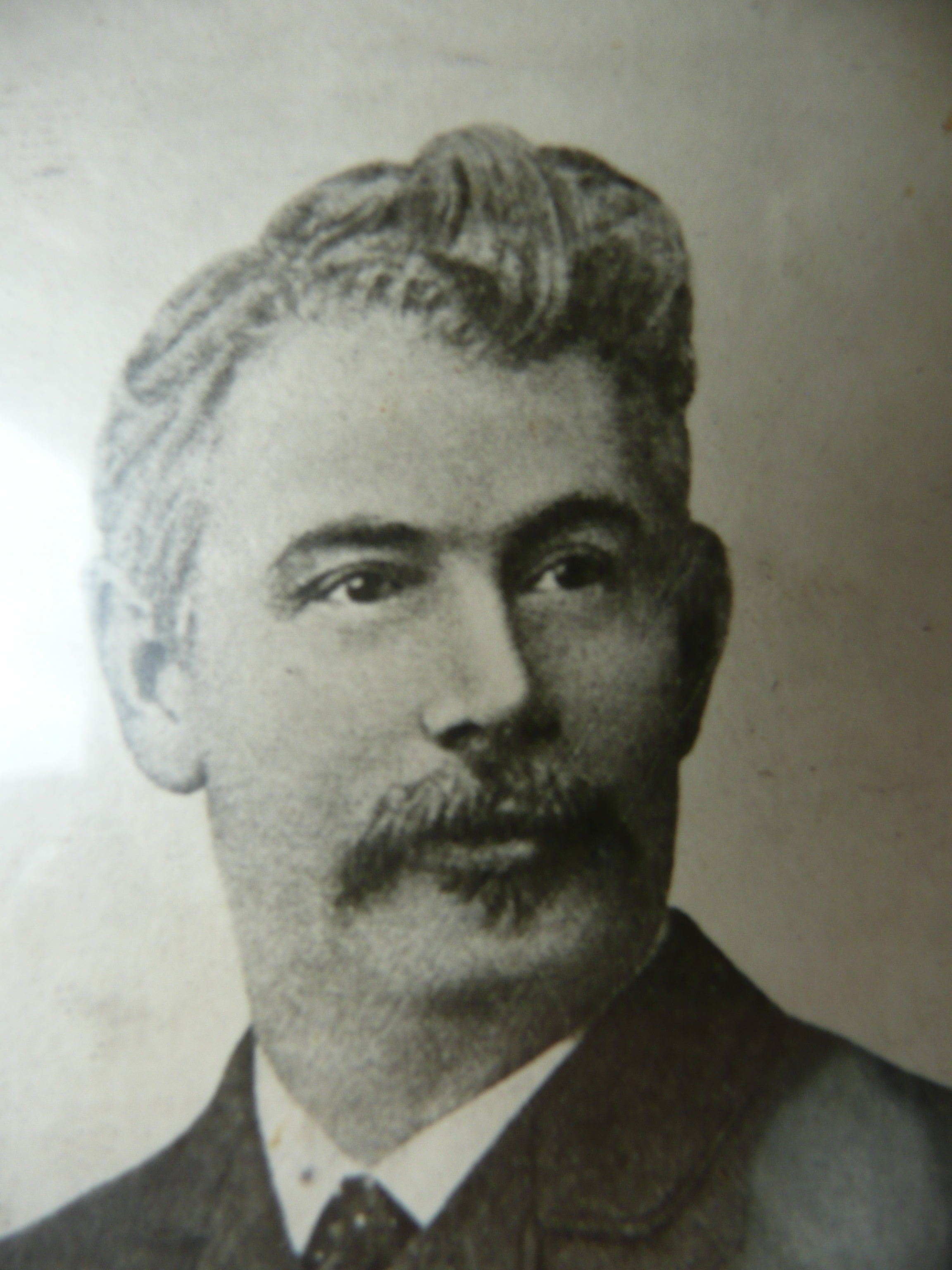
Hermann Credner

Karl Hermann Georg Credner (* 1. Oktober 1841 in Gotha; † 21. Juli 1913 in Leipzig) war ein deutscher Geowissenschaftler im Königreich Sachsen.

## Leben
Credner war der älteste der vier Söhne des Regierungsassessors und späteren Bergrats Heinrich Credner und dessen Frau Anna geb. Vey. Nach dem Abitur studierte er Bergbaukunde an der Bergakademie Clausthal, dann Mineralogie, Geologie und Paläontologie an der Schlesischen Friedrich-Wilhelms-Universität (Universität Breslau). 1863 wurde er wie Eugen Hahn und Hermann Maas im Corps Silesia Breslau recipiert. Schließlich wechselte er an die Georg-August-Universität Göttingen. 1864 wurde er in Göttingen mit der Schrift Die Pteroceras-Schichten (Aporrhais-Schichten) der Umgebung von Hannover zum Dr. phil. promoviert. 1865 ging er zu Studienzwecken in die Vereinigten Staaten. Hier verdiente Credner seinen Lebensunterhalt als Gutachter beim Gleisbau und für Goldminen.
Nachdem er im September 1868 aus Amerika zurückgekehrt war, fertigte er seine Habilitationsschrift an und wurde 1869 unter Carl Friedrich Naumann Privatdozent für Geognosie und Paläontologie an der Universität Leipzig. 1870 wurde er zum außerordentlichen Professor für Geologie und Paläontologie ernannt. Noch im gleichen Jahr nahm Credner als Abteilungsführer im Sanitätskorps am Deutsch-Französischen Krieg teil. Nach Kriegsende setzte er seine akademische Karriere an der Universität Leipzig fort. 1877 folgte die Ernennung zum ordentlichen Honorarprofessor. 1895 übernahm Credner den neu geschaffenen Lehrstuhl für Geologie und Paläontologie der Philosophischen Fakultät.
1872 wurde Hermann Credner mit dem Aufbau der Geologischen Landesuntersuchung des Königreiches Sachsen betraut, die er als ihr Gründungsdirektor bis 1912 leitete. Die Aufgabe umfasste die genaue geologische Kartierung des Königreichs Sachsen in 127 Kartenblättern im Maßstab 1:25.000. Diese wurde unter Credners Leitung bis 1895 nahezu abgeschlossen. Es wurden 123 Karten erstellt (die restlichen Karten umfassten die Grenzbereiche Sachsens zu Preußen und wurden später erarbeitet). Damit lag erstmals eine umfassende geologische Spezialkarte Sachsens vor. Ab 1875 widmete sich Credner zudem der Erdbebenbeobachtung in Sachsen. Ihm ist es zu verdanken, dass mit Unterstützung der sächsischen Regierung 1902 eine Erdbebenwarte in Leipzig eröffnet wurde.

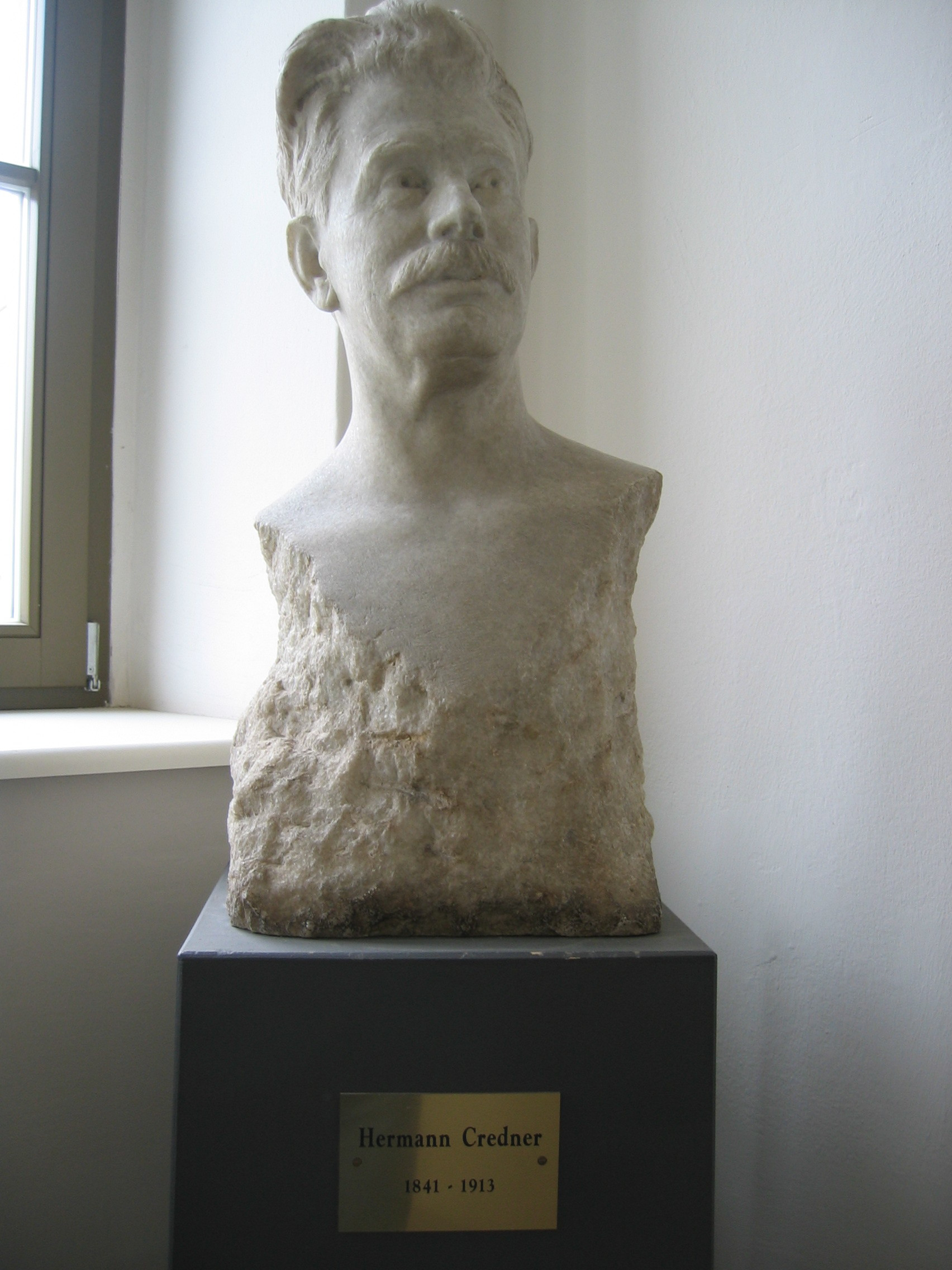
Büste im Institut für Geophysik und Geologie der Universität Leipzig
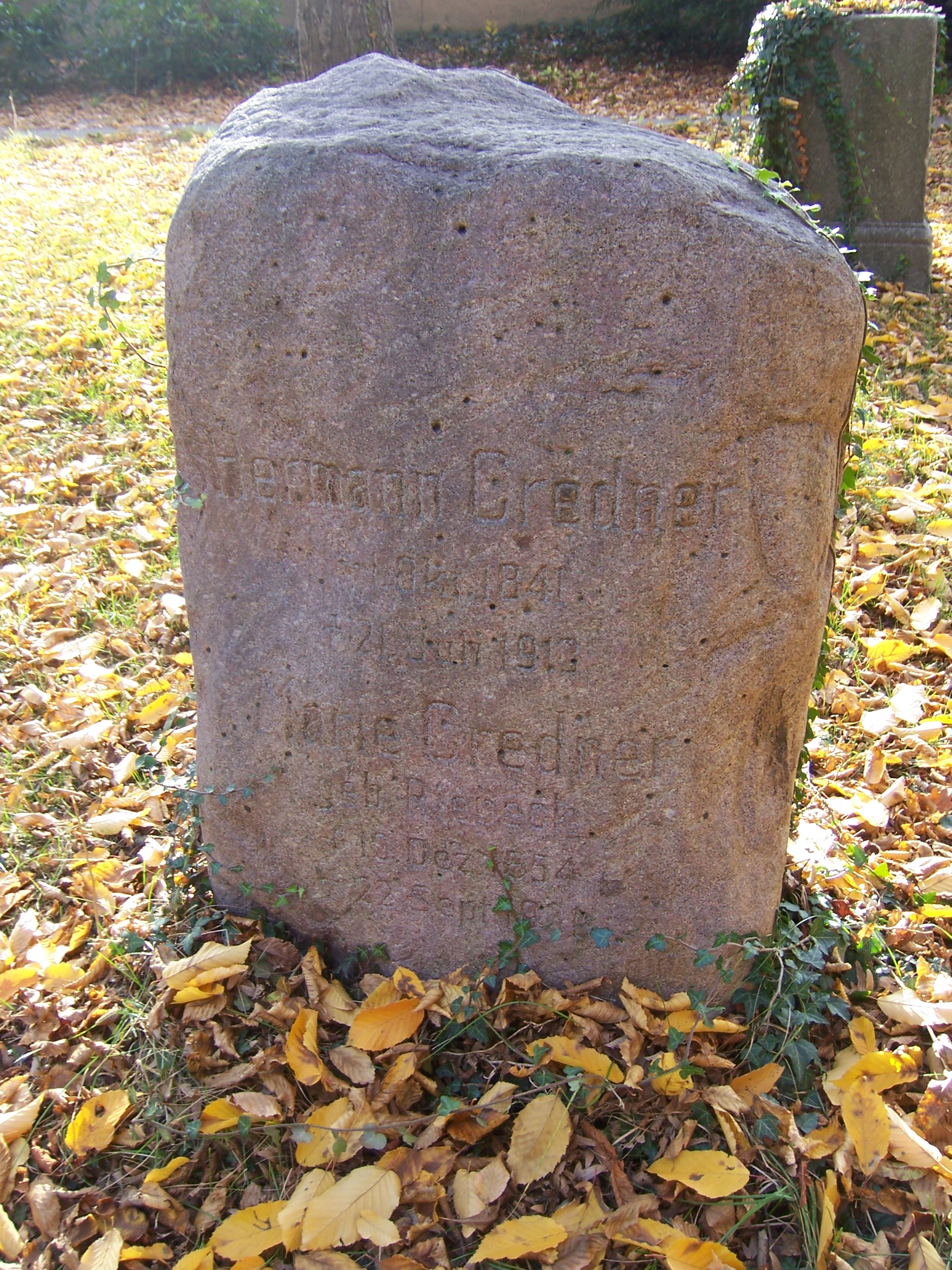
Grabstein auf dem Alten Johannisfriedhof in Leipzig

## Familie
Credner hatte sich am 1. Oktober 1872 in Halle (Saale) mit Amalie Cäcilie Marie Riebeck (* 10. Dezember 1854 in Halle (Saale); † 22. September 1931 in Dissen/Oberbayern), der Tochter des Kommerzienrats in Halle Karl Adolf Riebeck und dessen Frau Marie (geb. Renke), verheiratet. Aus der Ehe stammen mehrere Kinder, von diesen kennt man:
1. Tochter Else Hedwig Marie Anna Credner (* 6. März 1875 in Leipzig; † 14. Mai 1961 in Sankt Veit an der Glan), ⚭ I. 3. Februar 1900 mit dem königlich sächsischen Major und Freiherrn Albert Karl Benjamin von Gayl (* 22. März 1859 in Uhlenbrockstätte; † 1. Oktober 1904 in Ferchesar), ⚭ II. in Dresden mit Stephan Eduard Valerian Sebald (* 19. August 1875; † 26. März 1930 in Krakau), die Ehe wurde geschieden,
2. Tochter Marianne Louise Credner (* 7. September 1877 in Leipzig; † 5. Mai 1947 in Überlingen) ⚭ 10. Dezember 1898 in Leipzig mit Georg Anton Wilhelm von Wilcke (* 23. Januar 1861 in Dresden; † 24. August 1940 in Nußdorf am Bodensee)
3. Tochter Johanna Helene Gertrud Dora Credner (* 10. Dezember 1878 in Leipzig; † 18. Dezember 1959 in Dießen am Ammersee), ⚭ 9. Mai 1899 mit dem königlich sächsischen Major Hermann Rudolf Ulrich Rottka (* 12. März 1870 in Zwickau; † 28. Juli 1930 in München)
4. Tochter Hedwig Martha Credner (* 26. März 1880 in Leipzig; † 1. November 1965 in München), Malerin in Prien/Oberbayern, ⚭ 6. Juni 1903 in Leipzig mit dem Musikprofessor in München Karl Heinrich Felix Berber-Credner (* 11. März 1871 in Jena; † 2. November 1930 in München), die Ehe wurde geschieden,
5. Tochter Margarethe Helene Gertrud Credner (* 30. November 1883 in Leipzig; † 5. Oktober 1967 in Baden (Niederösterreich)) ⚭ 9. Juni. 1911 in Leipzig mit dem Oberingenieur in Seefeld/Tirol Paul Siegfried Karl Hofmann (* 2. November 1879 in Sommerhausen/Unterfranken; † 6. September 1932 in München)
6. Tochter Marie Helene Credner (* 27. April 1885 in Leipzig; † 13. März 1967 in München), Ärztin in München, Dr. med.

Credners Urne wurde gemeinsam mit der seiner Gattin in einer Wandstelle der IX. Abteilung des Neuen Johannisfriedhofs beigesetzt. Der Grabstein befindet sich heute im Lapidarium des Alten Johannisfriedhofs.

## Trivia
Sein Vermögen wurde 1912 mit 8 Millionen Mark angegeben.

## Ehrungen
- 1881: Ernennung zum Oberbergrat
- 1881: Ordentliches Mitglied der Sächsischen Akademie der Wissenschaften
- 1882: Wahl in die Deutsche Akademie der Naturforscher Leopoldina
- 1891: Verleihung des Ehrentitels Geheimer Bergrat
- 1896: Ritterkreuz 1. Klasse vom Zivilverdienstorden (Sachsen)
- 1901: Komturkreuz 2. Klasse des Albrechts-Ordens
- 1912: Komturkreuz 2. Klasse des Königlich Sächsischen Verdienstordens
- Ehrendoktor der University of Cambridge (Dr. of science)

- Ehrenmitglied
  - Societé géologique de Belgique, Lüttich
  - New York Academy of Sciences
  - Kaiserliche St. Petersburger Mineralogische Gesellschaft
- Die Deutsche Gesellschaft für Geowissenschaften vergibt alljährlich einen nach Credner benannten Preis für herausragende Leistungen auf dem Gebiet der Geologie.

Ihm zu Ehren wurden mehrere geographische Objekte benannt:
- ein Gletscher am Berg Kibo in Ostafrika als Credner-Gletscher,
- eine Moräne in der Jan-Mayen-Bucht auf Spitzbergen als Credner-Moräne,
- ein Wasserfall des Akabachs in Togo als Credener-Fall,
- die Credner-Berge in Papua-Neuguinea,
- die Credner-Inseln (Pigeon-Islands) in Papua-Neuguinea.

1892 bis 1894 wurde für Credner die sogenannte Herfurthsche Villa gebaut, die zu einem geistigen und kulturellen Zentrum Leipzigs wurde.

## Schriften
- Elemente der Geologie. acht Auflagen. Wilhelm Engelmann, Leipzig 1872–1897.